# Patagopelta
Patagopelta (означає «Патагонський щит») — викопний рід динозаврів родини нодозаврів з періоду пізньої крейди (верхній кампан — нижній маастрихт) формації Аллен в Аргентині. Відомо лиш із фрагментарного матеріалу, що, вочевидь, відноситься до різних особин.
Патагопельта — дуже маленький анкілозавр, якого можна порівняти за розміром з карликовим нодозавридом струтіозавром, довжиною близько 2 м.

## Палеоекологія

Реконструкція скелета з відомими остеодермами (вгорі) та іншими скелетними рештками (внизу), виділеними білим кольором

Відкриття патагопельти, схоже, підтверджує припущення, що Північна й Південна Америки сполучалися впродовж крейди. Втім, не зовсім зрозуміло, коли її предки потрапили до південної півкулі. Побутувала гіпотеза, що сполучення відновлювалось за кампану-маастрихту, однак, патагопельта вважається ближче спорідненою з примітивними нодозавринами з альбу аніж із членами Panoplosaurini, типовими представниками фауни Північної Америки за тих часів, що наводить на думки про можливість ранішої міграції.
Одна з примітних особливостей тварини — її довжина, що, ймовірно, складала близько 2 метрів, менше аніж у більшості нодозаврид, але доволі близько до європейського Struthiosaurus, чий розмір пояснювали пристосуванням до острівного життя (Європа тих часів вважається архіпелагом). Чи підходить пояснення такого роду у випадку аргентинського таксона не зовсім зрозуміло: загалом пізньокрейдову Південну Америку уявляють як єдиний континент, однак типова локація патагопельти, імовірно, могла знаходитись у прибережному регіоні за часів морської трансгресії, що могла спричинити появу островів. Розмір деяких титанозаврів із тієї ж формації було б можна пояснити так само. Водночас також свій карликовий розмір ці динозаври могли вспадкувати від предків, що переходили міст між Америками, чи набути як пристосування до конкуренції з іншими травоїдними динозаврами регіону. Цікавим може здатись, що анкілозавр із того самого регіону, Stegouros, не дивлячись на бутність не надто близько спорідненим із нодозавридами, за розміром доволі подібний до патагопельти.